# Baebia Aemilia
Baebia Aemilia va ser una llei romana establerta pels cònsols Luci Emili Paulus i Marc Bebi Tàmfil l'any 571 de la fundació de Roma (181 aC), per la qual es prohibien les reunions i recomanacions que tinguessin per objectiu arribar a les magistratures mitjançant suborns.